# Elytroleptus dichromaticus
Elytroleptus dichromaticus är en skalbaggsart som beskrevs av Linsley 1961. Elytroleptus dichromaticus ingår i släktet Elytroleptus och familjen långhorningar. Inga underarter finns listade i Catalogue of Life.